# 210
Cette page concerne l'année 210  du calendrier julien. Pour l'année 210 av. J.-C., voir 210 av. J.-C. Pour le nombre 210, voir 210 (nombre).
L'année 210 est une année commune qui commence un lundi.

## Événements
- Nouvelle campagne des Romains contre les Calédoniens en Bretagne. Caracalla semble en prendre le commandement quand Septime Sévère tombe malade[1].

## Décès en 210
- Zhou Yu, général chinois.
- Liu Hong (né en 129), fonctionnaire, astronome et mathématicien chinois.